# Guardiaregia
Guardiaregia es una localidad y comune italiana de la provincia de Campobasso, región de Molise, con 798 habitantes.

## Evolución demográfica
| Gráfica de evolución demográfica de Guardiaregia entre 1861 y 2001 |
|                                                                    |
| Fuente ISTAT - elaboración gráfica de Wikipedia                    |